# Gaiziņkalns
El Gaiziņkalns és un turó de Letònia, amb una altitud de 312 m sobre el nivell del mar és el punt més alt del país. Es troba a pocs quilòmetres a l'oest de la ciutat de Madona.
Encara que la seva alçada és relativament petita, el Gaiziņkalns s'ha desenvolupat com un gran destí de l'esquí, inclou tres pistes i diversos hotels.Amb la intenció de competir amb el seu rival el Suur Munamägi, el punt més alt de la veïna Estònia de 318 m, es va aixecar una torre per a així aconseguir una major elevació en general. Encara que l'obra no estava acabada del tot, la torre es va convertir ràpidament en una atracció per a molts turistes, però, a causa dels riscos que comportava la construcció es va procedir a la clausura de la torre.
A la part superior del turó, es pot trobar un punt de l'Arc geodèsic de Struve. El punt es va anomenar punt Gaisakalns i es va mesurar el 1824 sota la direcció del famós Friedrich Georg Wilhelm Struve. La longitud total de l'arc geodèsic és de 2822 km. El cercle travessa deu països, des de Noruega fins a Ucraïna. El cercle geodèsic Struve és declarat Patrimoni de la Humanitat per la UNESCO.